# Winfield (Pensilvania)
Winfield es un lugar designado por el censo ubicado en el condado de Union en el estado estadounidense de Pensilvania. En el Censo de 2010 tenía una población de 900 habitantes y una densidad poblacional de 118,64 personas por km².

## Geografía
Winfield se encuentra ubicado en las coordenadas 40°53′41″N 76°51′37″O / 40.89472, -76.86028. Según la Oficina del Censo de los Estados Unidos, Winfield tiene una superficie total de 7.59 km², de la cual 7.46 km² corresponden a tierra firme y (1.64%) 0.12 km² es agua.

## Demografía
Según el censo de 2010, había 900 personas residiendo en Winfield. La densidad de población era de 118,64 hab./km². De los 900 habitantes, Winfield estaba compuesto por el 97.78% blancos, el 0.33% eran afroamericanos, el 0.11% eran amerindios, el 0.78% eran asiáticos, el 0% eran isleños del Pacífico, el 0.11% eran de otras razas y el 0.89% pertenecían a dos o más razas. Del total de la población el 1% eran hispanos o latinos de cualquier raza.